# Bánh may mắn

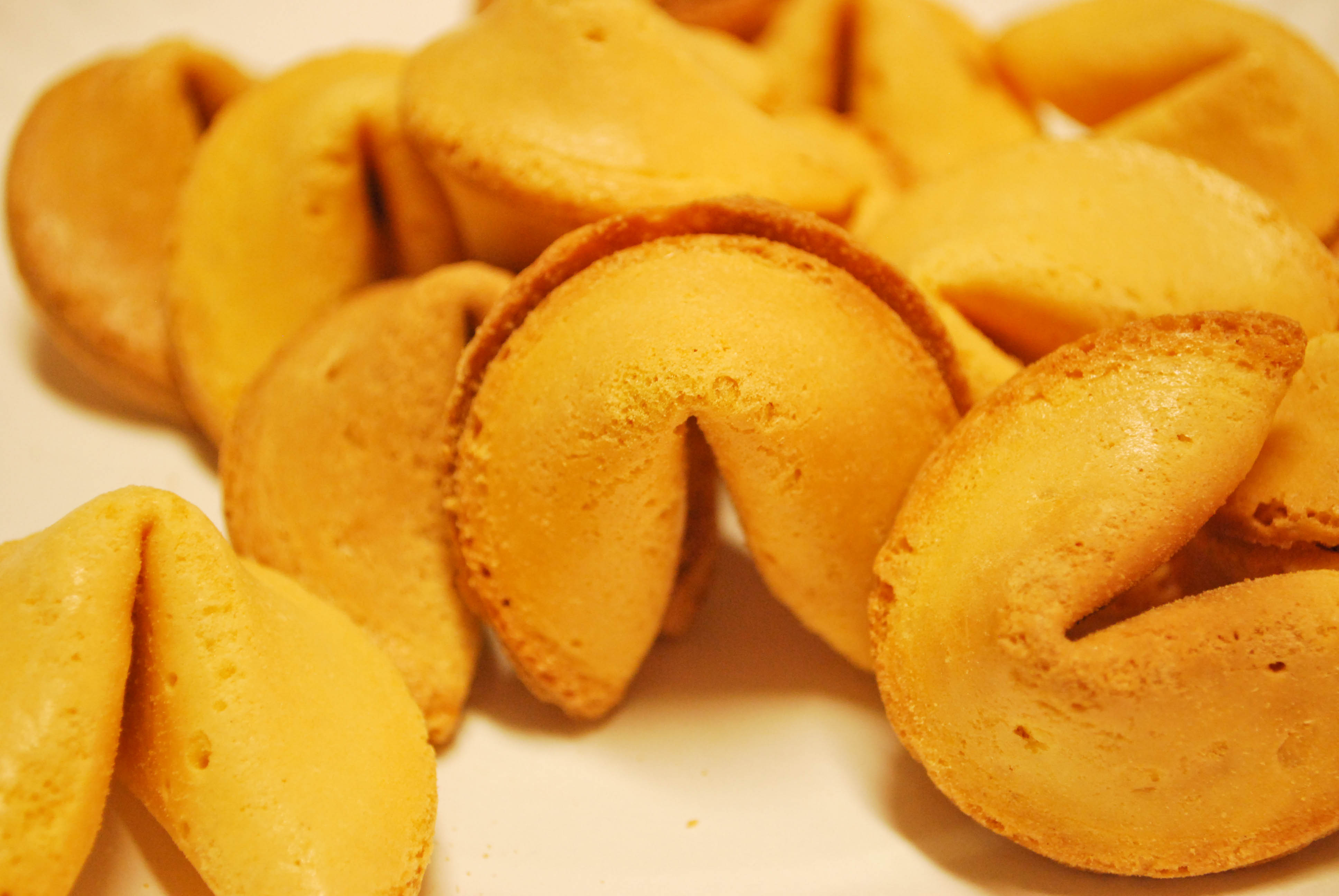
Bánh may mắn

Bánh may mắn là một loại bánh quy giòn, hình bán nguyệt bẻ gập ở giữa, thường được làm từ bột mì, đường, vani, dầu bên trong có một tờ giấy nhỏ in một thông điệp "bạn là một người thông minh" hay một câu danh ngôn như "ở hiền gặp lành" hoặc một dãy các con số mà đã có người dùng để mua vé số và trúng xổ số.
Bánh may mắn thường được dùng như một món tráng miệng trong các nhà hàng Trung Hoa tại Hoa Kỳ và một số nước khác, nhưng lại không có ở Trung Quốc. Xuất xứ chính xác của bánh may mắn không rõ ràng, mặc dù nhóm người nhập cư tại Califonia tuyên bố đã phổ biến rộng rãi trong những năm đầu thế kỷ 20, dựa trên công thức một loại bánh quy giòn truyền thống của Nhật Bản. Bánh may mắn được tổng kết là "có xuất xứ từ Nhật Bản, phổ biến ở Trung Quốc, nhưng cuối cùng... được tiêu thụ ở Mỹ".